# La cavalcata/Serenata a Vallechiara
La cavalcata/Serenata a Vallechiara è il quinto singolo de i Ribelli, pubblicato in Italia nel 1962.
I brani sono due cover: La cavalcata era stata incisa dal suo autore Jerry Puyell pochi mesi prima, mentre Serenata a Vallechiara di I Know Why (And So Do You), contenuta nella colonna sonora del film del 1941 Sun Valley Serenad (in Italia Serenata a Vallechiara) di H. Bruce Humberstone.

## Tracce
Lato A
1. La cavalcata – 2:22 (Soyos, Jerry Puyell)

Lato B
1. Serenata a Vallechiara – 1:55 (musica: Harry Warren, Mack Gordon)

## Formazione
- Giorgio Benacchio: chitarra
- Gianni Dall'Aglio: batteria
- Giannino Zinzone: basso
- Natale Massara: sassofono
- Gino Santercole: chitarra